# 崎嶋勇人
崎嶋 勇人（さきしまはやと、1988年3月8日 - ）は、日本の俳優。東京都出身。身長181cm。

## 人物
- 特技はお菓子作り、フランベ、歯牙彫刻、ディズニーの細かすぎて伝わらないモノマネ
- 趣味はマンガ収集、アニメ、イラスト、カラオケ、スイーツ巡り

2008年より俳優 石橋祐に師事、芝居を中心に学び、映画、ドラマ等に出演。

地下アイドルとしても活動歴あり。

現在は舞台を中心に、演出、プロデュースと活躍の場を広げる。

無類のスイーツ好きで、2010年スイーツスペシャリストというお菓子作りの資格を取得している。

2016年1月DMM.yell主催『メンズ背景ジャック』企画にて1位獲得

## プロデュース
- 『あの日はライオンが咲いていた』（2018年11月：ザムザ阿佐谷）

## 演出
- assort beans vol.4 演遊祭企画『太郎』（2018年8月：北池袋新生館シアター）

## 出演

### 舞台
- 『ひまわり』（2009年9月：ウッディシアター中目黒）- 松平 役
- 『Crown of Sophia』（2010年3月：相鉄本多劇場）- 準主演 シグマ 役
- 『東京ダンスオペラ HIGH-SKOOL REVOLUTION〜伝説の薔薇を狙え！！〜』（2010年9月：江東区文化センター）- メガネ 役
- 『ジャンヌ・ダルク』（2010年12月：赤坂ACTシアター）- フランス兵 役
- 二コミュ『ナツヤスミ語辞典』（2011年6月：劇場HOPE）- 主演 クサナギ 役
- 『キミに逢いたくて』（2014年10月：新宿村LIVE）- ツトム 役
- 『ユメオイビトの航海日誌』（2015年2月：シアターサンモール）- M 役
- 『LOVE&CHICK〜マゼルナ×キケン〜』（2015年4月：両国・Air studio）- トウマ 役
- 『壊れかけの恋唄』（2015年7月：新宿村LIVE）- 馬場呂場 役
- 『あの日はライオンが咲いていた』（2015年9月：シアターグリーン Box in Box シアター）- 月島尊 役
- 『PRIDE』（2015年10月：両国・Air studio）- 主演 島袋大樹 役
- 『バニーボーイズ』（2015年11月：中野ウエストエンドスタジオ）- 俊平 役
- 『雪割れの山茶花』（2015年12月：戸野廣浩司記念劇場）- 前田幸平 役
- 『勇者セイヤンの物語（真）』（2016年3月：新宿村LIVE）- 山賊サゾン 役
- 『男おいらん 朗読劇』（2016年5月：バニラスタジオ）- 準主演 光佑 役
- 『禁断の刃』（2016年5月：中目黒キンケロ・シアター）- 秋田屋九五郎 役
- 『世界は僕のCUBEで造られる・2016』（2016年6月：サンモールスタジオ）- ヒーロー（ナルシストのキューブ） 役
- 『転校生革命』（2016年7月：池袋シアターKASSAI）- 岸谷 役
- 『ファントム・チューニング ～調霊探偵・四十万八十二の事件簿～ 』（2016年8月：新宿村LIVE）- 鬼の門番 右近 役
- 『キミはつらい時、大丈夫と言って笑う。』（2016年9月：劇場MOMO）- タカタ 役
- 『100人のタナカ！』（2016年10月：TACCS1179 俳協ホール）- 田中士郎 役
- 爆走おとな小学生『初等教育ロイヤル』（2016年11月：新宿村LIVE）- 6年生 池田くん 役
- 『偽りのパラドックス』（2016年12月：シアター・バビロンの流れのほとりにて）- 平沼先生 役
- 『私私私立下等高等学校〜3年1組異常科専攻〜』（2017年3月：東長崎てあとるらぽう）- モリ男 役
- 『どぎまぎメモリアル』（2017年4月：池袋GEKIBA）- 陸 役
- 『ある苅屋くんの人生』（2017年6月：新宿村LIVE）- エージェントR 役
- 『君が残した白いひまわり』（2017年7月：明石スタジオ）- 寺門 役
- 『ファントム・チューニング ～調霊探偵・四十万八十二の事件簿～』再演（2017年8月：新宿村LIVE）- 鬼の門番 右近 役
- 『ジュブナイル学園』（2017年9月：明石スタジオ）- 難波 役
- assort beans vol.2 LIPS*S作品『源氏恋物語』（2017年10月：北池袋新生館シアター）- 六条 役
- 『それいけ！半熟英雄』（2017年12月：ザムザ阿佐谷）- 主演 赤塚 真隈 役
- 『あまんじゃく』（2018年1月：シアターグリーン Box in Box シアター）- 伊藤 佑馬 役
- 『スペシャルな恋もベタにオンリー』（2018年2月：コフレリオ新宿シアター）- 段原 役
- LIBERALプロデュース公演『RUN=KING』（2018年4月：川崎市アートセンター　アルテリオ小劇場）- 第一皇子ハル 役
- 『君には最高の嘘を』（2018年4月：萬劇場）- 小田隆 役
- 『オバケストラ！』（2018年7月：シアターサンモール）- ギュンター 役
- 『OZ』（2018年9月：シアター・バビロンの流れのほとりにて）- ブリキ 役
- 『あの日はライオンが咲いていた』（2018年11月：ザムザ阿佐谷）- 月島尊 役
- 『ALLOW［12.25］』（2018年12月：TACCS1179 俳協ホール）- 学 役
- 『ジュブナイル学園』（2019年4月：シアターグリーン BIG TREE THEATER）- 忍者１凪 役　友情出演
- 『あの鐘を鳴らすのはあなた』（2019年6月：萬劇場）- 主演 古町 キョウヤ 役
- 『彼は誰に哂う朝顔』（2019年7月：池袋シアターKASSAI）- 山邑 正志 役
- 空想笑年×劇団ゴールデンタイム『MonkeyMagic~Mixing~』（2019年8月：中目黒キンケロ・シアター）- 沙悟浄 役
- 『マジカル・リバース・ワールド2019』（2019年9月：ラゾーナ川崎プラザソル）- 西の魔女クイーン・トヤハ 役
- 生演奏ミュージカル『信長の野望-炎舞-』（2020年1月：IMAホール）- 豊臣 秀吉 役

### テレビ
- 侍戦隊シンケンジャー （2009年3月）
- 内村プロデュース （2009年3月）
- どーも☆キニナル （2009年10月）
- 幸せになろうよ （2011年5月）
- それでも、生きていく （2011年8月）

### 映画
- ドロップ （2009年3月公開）
- クローズzero II （2009年4月公開）
- 天使の恋 （2009年11月公開）
- 緋イ沐浴 （2018年9月公開）主演 川嶋竜一 役[2]

### CM
- ゼクシィ （2008年12月）
- 洋服の青山 （2009年4月）
- PIXUS （2009年9月）

### インターネットTV
- BeeTV『女達は二度遊ぶ』 （2010年3月）
- WALLOP MUSIC CHANNEL （2015年2月）

### PV
- ONE☆DRAFT 『情熱』 （2009年5月）

### LIVE
- 『超アニソン祭』（2013年3月：Zepp DiverCity）
- 『美女menZ 桜塚やっくん追悼LIVE』（2014年4月：赤坂BLITZ）
- 『club diner』（2015年3月：VUENOS）

### イベント
- 第1回『演遊祭』主催（2017年6月：ルースター・ノースサイド）
- 第2回『演遊祭』主催（2017年10月：新宿 ミノトール2）
- 第3回『演遊祭』主催（2018年3月：ルースター・ノースサイド）